# Shane Moody-Orio
Pour les articles homonymes, voir Moody.
Shane Moody-Orio (né le 7 août 1980 à Corozal) est un gardien de football bélizien qui joue au Club Deportivo Suchitepéquez présent dans le Championnat du Guatemala de football.

## Biographie

### Carrière en club
Il commence sa carrière dans son Belize natal de 1999 à 2006, où il joue à Belmopan Bandits United (1999-2000), à Kulture Yabra SC (2000-2001, 2001-2002, 2003-2004), à San Pedro Sea Hawks (2002-2003), et à Boca Independence (2004-2005 et 2005-2006).
Il part en 2006, du côté du Costa Rica, avec le Puntarenas FC avec lequel il joue quatre ans, soit 91 matchs. Pour la saison 2009-2010, il part à l'AD Ramonense, avec lequel il joue 24 matchs.
Il quitte le Costa Rica pour le Honduras. Il joue au Marathón San Pedro Sula pendant quatre ans, avec lequel il joue 113 matchs.
Il joue depuis la saison 2013-2014, au Guatemala, au Club Deportivo Suchitepéquez.

### Carrière internationale
Il est sélectionné dans l'Équipe du Belize de football pour la première fois en 2000, contre le Guatemala et devient le premier gardien de l'équipe. Il prend régulièrement part aux qualifications des différentes Coupes du monde (2002, 2006, 2010 et 2014). Il est souvent considéré comme un joueur mûr et un meneur pour une équipe nationale inexpérimentée et limitée. Il détient 25 sélections en octobre 2014.